# Zonantes signatus
Zonantes signatus es una especie de coleóptero de la familia Aderidae.

## Distribución geográfica
Habita en el sureste de (Estados Unidos) en Oklahoma.